# 「EN.」
『「EN.」』（エンピリオド）は、日本のロックバンド・Novelbrightが2019年9月4日にEmperor Modeから発売したインディーズ2枚目のミニアルバム。

## 概要
前作『SKYWALK』から約一年ぶりにリリースされたミニアルバムで、新メンバーである圭吾の加入後初の作品である。アルバムリリースに先駆け、収録曲である「拝啓、親愛なる君へ」のミュージックビデオが8月7日に公開された。

## 収録曲
1. Revive
作詞：竹中雄大 作曲：竹中雄大・山田海斗
2. the Eternal oath
作詞：山田海斗 作曲：竹中雄大・沖聡次郎
3. ふたつの影
作詞：竹中雄大 作曲：竹中雄大・山田海斗
4. フォーリン・ヴィーナス
作詞：竹中雄大 作曲：竹中雄大・沖聡次郎
5. parade-Я-
Instrumental曲。
6. Rain Dancer
作詞：山田海斗 作曲：竹中雄大・沖聡次郎
7. Heart voice
作詞：竹中雄大 作曲：竹中雄大・沖聡次郎
8. 拝啓、親愛なる君へ
作詞：竹中雄大 作曲：竹中雄大・沖聡次郎